# Il regno (film 2020)
Il regno è un film del 2020 diretto da Francesco Fanuele.

## Trama
Giacomo, un autista dell'ATAC, alla morte del padre viene convocato dal suo avvocato, Bartolomeo, in una vecchia tenuta fuori porta. Qui scopre che il padre, che lo aveva cacciato di casa insieme alla madre molti anni prima, gli ha lasciato in eredità tutti i suoi possedimenti e che nella sua tenuta di campagna si è costituita una piccola comunità che vive secondo tradizioni medioevali. Giacomo apprende con stupore che il padre si era autoproclamato re di quella comunità e che l'intera comunità si era volontariamente sottomessa a lui; pertanto, quale suo unico erede, ne diviene di diritto il successore. Nella comunità non si utilizza denaro, ma solo il metodo del baratto e la gente vive in semplicità, rifiutando ogni modernità e sottostando ai desiderata del re.
Giacomo scopre di avere una sorellastra, Lisa, che ambisce al trono e che ritiene Giacomo incapace di governare, perché proveniente dal mondo esterno. Giacomo cerca di ingraziarsi i sudditi, desideroso di farsi degli amici e di fuggire così dalla solitudine che lo opprimeva nel mondo esterno. Lisa riesce però a convincere la comunità che Giacomo non sia un degno regnante. Deciso a farsi rispettare, Giacomo inizia ad assumere atteggiamenti assolutisti, riprendendo così il totale controllo dei suoi sudditi, ma ripiombando in una nuova solitudine. Il delirio di onnipotenza di Giacomo porta quest'ultimo a invadere il terreno del vicino contadino, il quale viene rapito e poi convinto ad allearsi con il re e a far parte della sua comunità.
Sarà proprio il vicino a diffondere la notizia dell’esistenza del regno provocandone la fine, prima con l’arrivo di migranti dal mondo reale che genererà il rifiuto totale da parte della comunità alla decisione del sovrano di accoglierli e il successivo assedio al re rinchiuso nel castello, e poi l'intervento della polizia che, giunta sul posto, minaccia di sgombrare tutto e si attiva per farlo 48 ore dopo. Giacomo è intenzionato a difendere il proprio regno, ma viene abbandonato dal suo popolo, con la complicità di Lisa che, la sera prima dell'arrivo della polizia, lo droga facendolo addormentare e lasciandogli un biglietto su una bacheca nel villaggio.
Dopo un eroico tentativo di sfondamento di un piccolo contingente di polizia, Giacomo si ritrova inevitabilmente in carcere per scontare una condanna a cinque anni, dove, ogni tanto, tutti i detenuti si siedono davanti a lui per ascoltare le storie che riguardano quello che l'ex re ha passato all'interno del regno. Nel carcere viene a fargli visita Ofelia, una popolana del regno di cui si era invaghito e che aveva perso la verginità con suo padre, in virtù dello ius primae noctis. Ofelia è intenzionata a sposare Giacomo una volta fuori da prigione, ma Giacomo non sembra sopportare il fatto che lei sia andata a letto proprio con suo padre. Dopo i titoli di coda, scopriamo che Bartolomeo non era morto in conseguenza del trambusto causato dall’arrivo della polizia, ma vive occupando la casa di Giacomo.

## Produzione
Il film è stato distribuito il 26 giugno 2020 da Fandango solamente su piattaforme on demand. Al botteghino ha ottenuto uno scarso successo di pubblico data la ridotta distribuzione nelle sale cinematografiche causa pandemia da Covid 19.

### Riprese
Il film è stato girato principalmente a Roma nel Castello della Cecchignola, nel Castello di Isola Farnese e nella Tenuta Cesarina all'interno della riserva naturale della Marcigliana. 

## Accoglienza

### Critica
Paola Casella su MyMovies.it ha ritenuto che il film «Non spinge mai l'acceleratore né sulla critica sociale, né sulla comicità, né su dinamiche relazionali veramente credibili», e che «non sempre scatenano la risata le bizzarrie del contesto in cui capita il goffo Giacomo». Carola Proto su Coming Soon sostiene invece che «Fra scene buffe in cui il nuovo incontra il vecchio (...) Il Regno trova il modo (ed è un modo intelligente) di parlare del potere e di come sia complicato gestirlo»